# Carlos Aguiar
Carlos Antonio Aguiar Burgos (Montevideo, 19 dicembre 1978) è un ex calciatore uruguaiano, di ruolo centrocampista.